# Dendrobium morotaiense
Dendrobium morotaiense är en orkidéart som beskrevs av Johannes Jacobus Smith. Dendrobium morotaiense ingår i släktet Dendrobium, och familjen orkidéer. Inga underarter finns listade i Catalogue of Life.